# Gray (hrabstwo Cumberland)
Gray – jednostka osadnicza w Stanach Zjednoczonych, w stanie Maine, w hrabstwie Cumberland.